# Rada města Plzně
Rada města Plzně (RMP) je volena Zastupitelstvem města Plzně. Má 11 členů, mezi něž patří primátor, náměstci primátora a radní. Schůze rady města jsou, na rozdíl od schůzí zastupitelstva, neveřejné. O průběhu schůze se pořizuje zápis, do kterého má každý občan právo nahlédnout.
Rada je výkonným orgánem zastupitelstva, zabezpečuje hospodaření města Plzně podle rozpočtu schváleného zastupitelstvem a rozhoduje i o rozdělování dotací do určité výše.

## Období před rokem 1990

### 1988–1989 / Rada Bohumila Plátěnky
Radu města Plzně tvořili zástupci KSČ a Národní fronty.
- primátor: Bohumil Plátěnka (KSČ)
- náměstek pro oblast technickou a ekonomickou: Miroslav Pihrt (KSČ)
- náměstek pro oblast ekonomickou: Pavel Hostinský (KSČ)
- náměstkyně pro terciární sféru: Milada Brašenová (KSČ)
- tajemník NV MP: Miroslav Hejduk (KSČ)
- radní: Jiří Železný (KSČ)
- radní: Josef Odehnal (KSČ)
- radní: Jan Macek (KSČ)
- radní: Miroslav Salcman (Národní fronta – Svaz spotřebních a výrobních družstev)
- radní: Pavel Borusík (Národní fronta – SMM)
- radní: Jiří Krajíc (Národní fronta – ROH)
- radní: Jan Engel (Národní fronta – Svaz požární ochrany)
- radní: Vladimír Zajíc
- radní: Hana Školová (Národní fronta – ČSL)
- radní: Miroslav Hus (Národní fronta – ČSS)

### 1989–1990 (prosinec–březen) / Rada Bohumila Plátěnky
Koalice byla složená ze zástupců KSČ, ČSL a nestraníků.
- primátor: Bohumil Plátěnka (KSČ)
- náměstek pro oblast technickou a ekonomickou: Miroslav Pihrt (KSČ)
- náměstkyně pro kulturu, územní plán a rozvoj a životní prostředí: Marie Kasalická (nestr.)
- náměstek pro oblast sociální, zdravotní, školství a pracovní síly: Miroslav Hus (ČSS)
- tajemník NV MP: Pavel Borusík (SSM/nestr.)
- radní: Jana Holá (ČSS)
- radní: Ladislav Krystl (ČSL)
- radní: Hana Školová (ČSL)
- radní: Miroslav Salcman (nestr.)
- radní: Ladislav Kýr (nestr.)
- radní: Václav Toman (nestr.)
- radní: Jaroslav Frous (nestr.)
- radní: Marie Bartošová (ROH)
- radní: Anna Rašková (nestr.)
- radní: Václav Šmucer (KSČ)

### 1990 (březen–listopad) / Rada Stanislava Loukoty
Koalice byla složená ze zástupců Občanského fóra, KSČ, ČSL, ČSS a nestraníků.
- primátor: Stanislav Loukota (OF)
- náměstek pro stavebnictví, byty a hlavního architekta: Jaroslav Mašek (ČSS)
- náměstek pro oblast ekonomickou: Bohumil Plátěnka (KSČ) - do 5/1990, odvolán na základě nezákonné činnosti s městskými nemovitostmi
  - náměstek pro oblast ekonomickou: neobsazeno
- náměstek pro terciární sféru: Jan Vácha (ČSL)
- tajemník NV MP: Vladimír Junger (OF)
- radní: Jana Holá (ČSS)
- radní: František Navrátil (ČSL)
- radní: Miroslav Hus (ČSS)
- radní: Miroslav Salcman (nestr.)
- radní: Ladislav Kýr (nestr.)
- radní: Václav Šmucer (KSČ)
- radní: Jaroslav Choc (OF)
- radní: Vladimír Zajíc (KSČ)
- radní: Václav Toman (nestr.)
- radní: Jaroslav Frous (nestr.)

## Volební období 1990–1994 / Rada Zdeňka Mračka
Širokou koalici vytvořili zástupci Občanského fóra, ČSSD, DEU (ČSS+ČSL+SZ) a LSNS.
- primátor: Zdeněk Mraček (OF/nestr.)
- náměstek pro oblast technickou: Zdeněk Prosek (OF/ODS)
- náměstek pro oblast ekonomickou: Petr Rybář (DEU/ČSL) - do roku 1992, odstoupil poté, co se stal ředitelem Plzeňské banky
  - náměstek pro oblast ekonomickou: Milan Ruibar (OF/ODS)
- náměstek pro kulturu a služby obyvatelstvu: Jan Blažek (OF/ODS/ODA)
- náměstek pro terciární sféru: Ctibor Fojtíček (KDS) - od roku 1993
- radní: Jiří Bláhovec (OF/ODA)
- radní: Miroslav Anton (OF)
- radní: Bohuslav Henžík (OF) - do roku 1991, odvolán či odstoupil
  - radní: Milan Ruibar (OF/ODS) - do roku 1993, stal se náměstkem primátora
  - radní: Stanislav Frank (OF/ODA)
- radní: Ivana Štěpánková (DEU/SZ)
- radní: Marie Marešková (ČSSD)
- radní: Stanislav Hajný (OF/ODS)
- radní: Václav Kozlík (ČSSD) - do roku 1992, odstoupil
- radní: Miroslav Hus (LSNS)

## Volební období 1994–1998 / Rada Zdeňka Proska
Koalici vytvořili ODS, ČSSD, ODA, KDU-ČSL+KDS+KAN.
- primátor: Zdeněk Prosek (ODS)
- náměstek pro oblast technickou: Roman Dohnal (KAN) - do roku 1995, odstoupil
  - náměstek pro oblast technickou: Petr Náhlík (KDU-ČSL)
- náměstek pro oblast ekonomickou: Zdeněk Grundmann (ODS)
- náměstek pro kulturu a služby obyvatelstvu: Vladimír Duchek (ODA)
- náměstkyně pro zdravotnictví a sociální věci: Marie Kulawiaková (ODS) - do roku 1998, odstoupila
  - náměstkyně pro zdravotnictví a sociální věci: neobsazeno
- radní: Jiří Bláhovec (ODA)
- radní: Jaroslav Lobkowitz (KDU-ČSL)
- radní: Jiří Šneberger (ODS)
- radní: Marcel Hájek (ODS)
- radní: Emanuel Chán (ČSSD)
- radní: Václav Samek (ODS) – od roku 1998
- předseda kontrolní komise: Zdeněk Fritz (ČSSD)

## Volební období 1998–2002 / Rada Jiřího Šnebergera
Koalici vytvořili ODS a ČSSD.
- primátor: Jiří Šneberger (ODS)
- náměstek pro oblast technickou: Miroslav Kalous (ODS)
- náměstek pro oblast ekonomickou: Jiří Bis (ČSSD)
- náměstkyně pro kulturu a služby obyvatelstvu: Eva Maříková (ODS) – do roku 2000, odvolána či rezignovala
- náměstek pro dopravu a životní prostředí: Petr Otásek ( ČSSD) – rezignoval 2001 – koordinátor výstavby dálničního obchvatu města Plzně – 2002–2006

- náměstek pro kulturu a služby obyvatelstvu: Pavel Rödl (ODS)
- náměstek pro dopravu a životní prostředí: Petr Otásek (ČSSD) – do roku 2001, odvolán či rezignoval
  - náměstek pro dopravu a životní prostředí: neobsazeno
- radní: Zdeněk Grundmann (ODS) – do roku 2000, odvolán či rezignoval
  - radní: Jiří Kubík (ODS)
- radní: Petr Zimmermann (ODS) – do 11/2000, odstoupil poté, co se stal hejtmanem Plzeňského kraje
  - radní: František Weinfurter (ODS) - do 4/2002, odstoupil kvůli krachu Plzeňského Výstaviště[1]
- radní: Jaroslav Krupička (ČSSD)
- radní pro sociální oblast a NNO: Miroslav Brabec (ČSSD)
- předseda kontrolní komise (od roku 2000 kontrolního výboru): Petr Náhlík (KDU-ČSL)

## Volební období 2002–2006
Koalici vytvořili ODS, Pravá volba pro Plzeň, US-DEU+SNK a KDU-ČSL. Jiří Šneberger se stal v listopadu 2004 senátorem za obvod č. 7 – Plzeň-město, z toho důvodu v lednu 2005 rezignoval na post primátora města Plzně. Na jeho místo byl 25. ledna 2005 zvolen dosavadní náměstek Miroslav Kalous.

### Rada Jiřího Šnebergera (11/2002 – 1/2005)
- primátor: Jiří Šneberger (ODS)
- 1. náměstek pro oblast technickou: Miroslav Kalous (ODS)
- náměstkyně pro kulturu, školství a sociální věci: Marcela Krejsová (ODS)
- náměstek pro oblast ekonomickou: Vladimír Duchek (Pravá volba pro Plzeň)
- náměstek pro životní prostředí a vnitřní správu: Petr Náhlík (KDU-ČSL)
- radní: Karel Vítek (Pravá volba pro Plzeň)
- radní pro bezpečnost a veřejný pořádek: Karel Paleček (ODS) - do 3/2004, rezignoval[3]
  - radní: Martin Pytlík (ODS) - od 3/2004 (neuvolněný)
- radní: Jiří Uhlík (ODS)
- radní pro životní prostředí: Miroslav Zábranský (US-DEU)
- předseda kontrolního výboru: Miroslav Brabec (ČSSD)

### Rada Miroslava Kalouse (1/2005 – 11/2006)
- primátor: Miroslav Kalous (ODS) - od 6/2006 neuvolněným primátorem, stal se náměstkem ministra pro místní rozvoj[4]
- 1. náměstek pro oblast technickou: Stanislav Hajný (ODS)
- náměstkyně pro kulturu, školství a sociální věci: Marcela Krejsová (ODS)
- náměstek pro oblast ekonomickou: Vladimír Duchek (Pravá volba pro Plzeň)
- náměstek pro životní prostředí a vnitřní správu: Petr Náhlík (KDU-ČSL)
- radní: Martin Pytlík (ODS)
- radní: Karel Vítek (Pravá volba pro Plzeň)
- radní: Jiří Uhlík (ODS)
- radní pro životní prostředí: Miroslav Zábranský (US-DEU)
- předseda kontrolního výboru: Miroslav Brabec (ČSSD)

## Volební období 2006–2010 / Rada Pavla Rödla
Koalici vytvořili ODS, Pravá volba pro Plzeň a KDU-ČSL.
- primátor: Pavel Rödl (ODS/Občané.cz)[6]
- 1. náměstkyně pro kulturu a sociální věci: Marcela Krejsová (ODS)
- náměstek pro oblast technickou: Jiří Uhlík (ODS) - do roku 2007, odstoupil poté, co se stal starostou městského obvodu Plzeň 1
  - náměstek pro oblast technickou: Petr Rund (ODS)
- náměstek pro oblast ekonomickou: Vladimír Duchek (Pravá volba pro Plzeň)
- náměstek pro životní prostředí a vnitřní správu: Petr Náhlík (KDU-ČSL)
- radní pro školství, mládež a sport: Petra Fišerová/Kacovská (ODS)
- radní pro bezpečnost a veřejný pořádek: Petr Rund (ODS) - do roku 2007, stal se náměstkem primátora pro oblast technickou
  - radní pro bezpečnost a veřejný pořádek: Karel Paleček (ODS) - do srpna 2009, odstoupil[7]
  - radní pro bezpečnost a veřejný pořádek: Robert Houdek (ODS)[8]
- radní pro správu a údržbu městského majetku: Miroslav Charvát (ODS) - do konce roku 2006, odstoupil[9][10]
  - radní pro správu a údržbu městského majetku: Helena Matoušová (ODS)
- radní pro nakládání s majetkem: Vladimír Tichý (ODS)
- předseda kontrolního výboru: Milan Chovanec (ČSSD) - do 11/2008, odstoupil poté, co se stal náměstkem hejtmanky Plzeňského kraje
  - předseda kontrolního výboru: Miloslav Šimák (ČSSD)

## Volební období 2010–2014 / Rada Martina Baxy
Koalici složili ODS a ČSSD.
- primátor: Martin Baxa (ODS)
- 1. náměstek  pro oblast ekonomickou: Martin Zrzavecký (ČSSD)
- náměstek pro oblast technickou: Petr Rund (ODS) - odvolán zastupitelstvem v lednu 2014[12]
  - náměstek pro oblast technickou: Pavel Šindelář (ODS)[13]
- náměstkyně pro kulturu a cestovní ruch (do 2/12 1. náměstkyně): Eva Herinková (ČSSD)
- náměstek pro dopravu a správu majetku města: Miloslav Šimák (ČSSD)
- radní pro školství, mládež, sport a životní prostředí: Irena Rottová (ODS)
- radní pro bezpečnost a veřejný pořádek: Robert Houdek (ODS)
- radní pro sociální věci a zdravotnictví: Jiří Kuthan (ČSSD)
- radní pro nakládání s majetkem: Helena Matoušová (ODS)
- předseda kontrolního výboru: Ondřej Ženíšek (TOP 09)

## Volební období 2014–2018 / Rada Martina Zrzaveckého
Koalici složili ODS, ČSSD, KDU-ČSL a Občané patrioti.
- primátor: Martin Zrzavecký (ČSSD)
- 1. náměstek pro kulturu, cestovní ruch, památkovou péči a EHMK 2015: Martin Baxa (ODS)
- náměstek pro oblast technickou: Pavel Šindelář (ODS)
- náměstek pro oblast ekonomickou: Pavel Kotas (ČSSD)
- náměstek pro dopravu a životní prostředí: Petr Náhlík (KDU-ČSL)
- náměstkyně pro školství a sociální věci: Eva Herinková (ČSSD)
- radní pro oblast bytovou: David Šlouf (ODS) - neuvolněný
- radní pro nakládání s majetkem: Helena Matoušová (ODS)
- radní pro podporu podnikání a sportu: Michal Dvořák (Občané Patrioti) - do 4/2017, rezignoval[17]
  - radní pro podporu podnikání a sportu: Petr Chvojka (Občané Patrioti) - neuvolněný
- předseda kontrolního výboru: Roman Zarzycký (ANO)

## Volební období 2018–2022
Koalici složili ANO, ODS, TOP 09 a ČSSD.
Martin Baxa rezignoval na post primátora na prvním jednání zastupitelstva po jeho jmenování ministrem kultury České republiky, 17. ledna 2022 byl proto zvolen novým primátorem Pavel Šindelář a novou členkou rady města Plzně Veronika Jilichová Nová.

### Rada Martina Baxy (11/2018 – 1/2022)
- primátor: Martin Baxa (ODS)
- 1. náměstek pro správu a řízení majet. účastí města v obch. korporacích a pro oblast sportu a cest. ruchu: Roman Zarzycký (ANO)
- náměstek pro oblast technickou: Pavel Šindelář (ODS)
- náměstkyně pro oblast kultury, památkové péče a sociálních věcí: Eliška Bartáková (ANO)
- náměstek pro oblast dopravy a životního prostředí: Michal Vozobule (TOP 09)
- radní pro oblast školství: Lucie Kantorová (ANO)
- radní pro oblast ekonomickou, bytovou a nakládání s majektem: David Šlouf (ODS)
- radní pro oblast bezpečnosti: Martin Zrzavecký (ČSSD)
- radní pro oblast SmartCities a podporu podnikání: Vlastimil Gola (ANO)
- předseda kontrolního výboru: Pavel Janouškovec (KDU-ČSL)

### Rada Pavla Šindeláře (1/2022 – 10/2022)
- primátor, radní pro oblast technickou: Pavel Šindelář (ODS)
- 1. náměstek pro správu a řízení majet. účastí města v obch. korporacích a pro oblast sportu a cest. ruchu: Roman Zarzycký (ANO)
- náměstek pro oblast ekonomickou, bytovou a nakládání s majetkem: David Šlouf (ODS)
- náměstkyně pro oblast kultury, památkové péče a sociálních věcí: Eliška Bartáková (ANO)
- náměstek pro oblast dopravy a životního prostředí: Michal Vozobule (TOP 09)
- radní pro oblast školství: Lucie Kantorová (ANO)
- radní pro oblasti bezpečnosti: Martin Zrzavecký (ČSSD)
- radní pro oblast SmartCities a podporu podnikání: Vlastimil Gola (ANO)
- radní pro oblast prezentace a marketingu: Veronika Jilichová Nová (ODS) - neuvolněná
- předseda kontrolního výboru: Pavel Janouškovec (KDU-ČSL)

## Volební období 2022–2026/ Rada Romana Zarzyckého
Koalici po volbách složili ANO, Piráti, STAN a PRO PLZEŇ.  Nová jedenáctičlenná podoba rady města Plzně byla představena na tiskové konferenci v úterý 11. října 2022. Rada byla zvolena na ustanovujícím zasedání zastupitelstva města Plzně 18. října 2022.
- primátor, radní pro oblast ekonomickou: Roman Zarzycký (ANO)
- 1. náměstek pro oblast technickou: Pavel Bosák (Piráti)
- náměstkyně pro oblast školství a cestovního ruchu: Lucie Kantorová (ANO)
- náměstek pro oblast dopravy a životního prostředí: Aleš Tolar (STAN)
- radní pro oblast kultury a památkové péče: Eliška Bartáková (ANO)
- radní pro oblast bytovou, vč. sociálního a dostupného bydlení: Světlana Budková (STAN)
- radní pro oblast bezpečnosti a prevence kriminality: Jiří Winkelhöfer (PRO PLZEŇ) - do 9/2024, odstoupil[26]
  - radní pro oblast bezpečnosti a prevence kriminality: Tomáš Kotora (PRO PLZEŇ)[27]
- radní pro oblast Smart Cities a podporu podnikání: Daniel Kůs (Piráti)
- radní pro oblast nakládání s majetkem a správu majetkových účastí města Plzně: Vlastimil Gola (ANO)
- radní pro oblast podpory sportu, mládeže a tělovýchovy: Tomáš Morávek (PRO PLZEŇ)
- radní pro oblast sociální a aktivní život seniorů: Jiří Šrámek (ANO) - neuvolněný
- předseda kontrolního výboru: David Šlouf (ODS)